# Dandy Town Hornets
El  Dandy Town Hornets F.C. es un equipo de fútbol de Bermudas, los cuales juegan en Pembroke Parish, Bermudas; y militan en la Liga Premier de Bermudas. Sus colores son café y oro. El club también tiene un equipo de mujeres.

## Palmarés
- Liga Premier de Bermudas: 9

1987/88, 1993/94, 2000/01, 2003/04, 2009/10, 2011/12, 2013/14, 2015/16, 2021/22
- Copa FA de Bermudas: 4

1986/87, 2011/12, 2013/14, 2014/15
- Supercopa de Bermudas: 4

1993/94, 2000/01, 2005/06, 2011/12

## Actuación en las Competiciones de la CONCACAF
- Liga de Campeones de la CONCACAF : 2 apariciones

Nunca pasó de la Primera Ronda
| Año  | Oponente          | Ida   | Vuelta |
| ---- | ----------------- | ----- | ------ |
| 1991 | Brooklyn Italians | 3 - 8 | 0 - 3  |
| 2011 | Defence Force     | 1 - 1 | 0 - 3  |

## Jugadores destacados
- Khano Smith
- Nahki Wells

## Junta directiva
- Presidente:  Cecil Jonathan Lewis
- Vicepresidente:  Michael Weeks
- Secretario :  Wayne Campbell
- Asistente de Secretario :  Lucy Lowe
- Tesorero :  Chris Smith
- Asistente de Tesorero :  Belinda Wellman